# Sjarhej Ljachowitsch
Sjarhej Petrowitsch Ljachowitsch (belarussisch Сяргей Ляховіч, russisch Сергей Петрович Ляхович/Sergei Petrowitsch Ljachowitsch; * 29. Mai 1976 in Wizebsk, Sowjetunion) ist ein ehemaliger belarussischer Boxer und WBO-Weltmeister im Schwergewicht.

## Amateurkarriere
Ljachowitsch war im Schwergewicht Viertelfinalist der Junioren-Weltmeisterschaft 1994 in Istanbul und schied bei der Europameisterschaft 1996 in Vejle im Viertelfinale des Superschwergewichts gegen den russischen Weltmeister Alexei Lesin aus. Bei den Olympischen Spielen 1996 in Atlanta verlor er in der Vorrunde des Superschwergewichts gegen Paea Wolfgramm aus Tonga.
Bei der Weltmeisterschaft 1997 in Budapest verlor er erst im Halbfinale des Superschwergewichts gegen den Georgier Giorgi Kandelaki und schied daher mit einer Bronzemedaille aus der WM aus. 1998 siegte er in der Vorrunde der Europameisterschaft in Minsk gegen den späteren britischen Olympiasieger Audley Harrison, schied jedoch im Viertelfinale erneut gegen Alexei Lesin knapp mit 3:4 aus.

## Profikarriere
Von Dezember 1998 bis Dezember 2004 gewann er 22 von 23 Kämpfen, davon 20 in den Vereinigten Staaten. Dabei wurde er am 17. November 2001 in Las Vegas mit einem Sieg gegen Friday Ahunanya (Kampfbilanz: 16-0) Nordamerikanischer Meister (NABA) im Schwergewicht.
Am 1. April 2006 konnte er nach einer Kampfpause von fast 16 Monaten und auf Platz 13 der WBO-Weltrangliste der Herausforderer geführt, um den WBO-Weltmeistertitel im Schwergewicht boxen und besiegte den US-amerikanischen Titelträger Lamon Brewster (33-2) in Cleveland einstimmig nach Punkten. Brewster, der den WM-Gürtel im April 2004 vorzeitig gegen Wladimir Klitschko gewonnen hatte, bestritt gegen Ljachowitsch seine vierte Titelverteidigung.
Am 4. November 2006 verlor er in Phoenix (Arizona) seinen Titel in der ersten Verteidigung gegen den von der WBO auf Rang 3 geführten Herausforderer Shannon Briggs (47-4) nach zwei Niederschlägen in der zwölften Runde. Ljachowitsch stürzte in den letzten Sekunden des Kampfes, bei allen drei Punktrichtern in Führung liegend, aufgrund von Schlagwirkung durch die Seile auf den Tisch des Zeitnehmers. Da er nicht innerhalb von zwanzig Sekunden in den Ring zurückkehrte, verlor er laut geltendem Regelwerk den Kampf durch TKO. Währe ihm eine Rückkehr innerhalb dieser Zeitspanne gelungen, hätte er seinen Titel noch mit einem Unentschieden verteidigt. Wäre es bei nur einem Niederschlag geblieben bzw. hätte er die letzten Sekunden stehend überstanden, wäre er jeweils zum Sieger nach Punkten erklärt worden.
Erst nach rund 15 Monaten kehrte er in den Ring zurück und verlor am 16. Februar 2008 in Nürnberg nach Punkten gegen Nikolai Walujew (47-1). In den folgenden Jahren war er nur noch als Aufbaugegner aktiv, ab Februar 2011 für den US-Promoter Main Events.
Er verlor unter anderem 2011 gegen Robert Helenius (15-0), 2012 gegen Bryant Jennings (12-0), 2013 gegen Deontay Wilder (28-0), 2014 gegen Andy Ruiz (23-0) und 2019 gegen Simon Kean (17-1).
Seinen bislang letzten Kampf verlor er am 7. November 2020 im Alter von 44 Jahren gegen Jewgeni Romanow (14-0).